# Chorągiew tatarska Hussejna Murawskiego

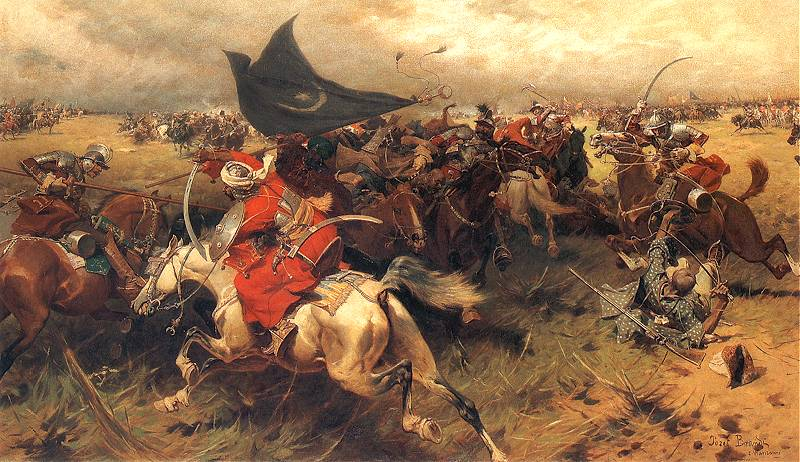
Józef Brandt, Walka o sztandar turecki

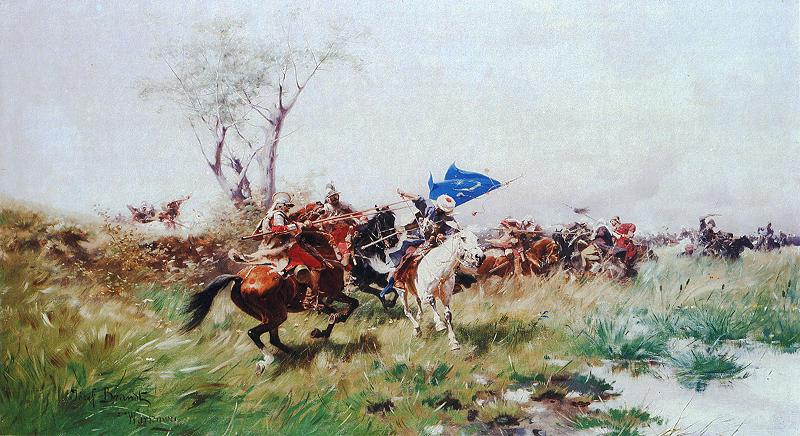
Józef Brandt, Atak kawalerii

Chorągiew tatarska Hussejna Murawskiego - chorągiew tatarska jazdy koronnej II połowy XVII wieku.
Rotmistrzem chorągwi był Hussejn Murawski.
Jej żołnierze brali udział w działaniach zbrojnych wojnie polsko-kozacko-tatarskiej 1666–1671. W 1672 przeszli na stronę Turcji i sułtana Imperium osmańskiego Mehmeda IV.
Po zdobyciu Baru przez wojsko Rzeczypospolitej 12 listopada 1674 nastroje wśród żołnierzy chorągwi zmieniły się a nowo wybrany król Polski Jan III Sobieski przyjął ich ponownie w szeregi armii koronnej.

## Bunt Tatarów w 1672
Pierwsze chorągwie tatarskie zaczęły porzucać swoje leża pod koniec 1671, jednak dopiero wiosną 1672 doszło do prawdziwego buntu jazdy tatarskiej, kiedy to na stronę turecką przeszło kilkunastu rotmistrzów tatarskich wraz ze swymi chorągwiami.
Byli to m.in.: Adamowicz, Aleksandrowicz, Murza Korycki, Samuel Krzeczowski, Adam Murawski, Dżafar Murawski, Hussejn Murawski, Samuel Murza, Samuel Sulimanowicz, Daniel Szabłowski, Lechtezar Szabłowski.
Wystąpieniem tym kierował rotmistrz Aleksander Kryczyński. Jako jeden z nielicznych do buntu nie przystąpił rotmistrz Krzysztof Szachmancer, który nakazał swym żołnierzom powrót do Ostroga. 

## Bejostwo barskie w 1673
Kiedy armia koronna pod Janem Sobieskim wyruszyła pod Chocim, zaczął się propolski spisek rotmistrzów lipkowskich. W Barze wybuchły walki między Tatarami, w których to zamordowano samego beja barskiego Aleksandra Kryczyńskiego. Śmierć przywódcy nie załamała jednak protureckiego stronnictwa Tatarów.
Komendę nad zamkiem w Barze objął syn zamordowanego, który zamierzał kontynuować dzieło ojca. I faktycznie, gdy chorąży koronny Sieniawski dowiedział się o śmierci Kryczyńskiego, uderzył około 20 października 1673 na Bar z częścią zmierzającego pod Chocim wojska. Spotkał się tam ze zdeterminowaną obroną i na hetmański rozkaz odstąpił od oblężenia.
Bar pozostawał wciąż wierny Imperium osmańskiemu. Nominację na nowego beja barskiego otrzymał rotmistrz Hussejn Murawski, który utrzymał twierdzę jeszcze przez rok.